# Europese kampioenschappen indooratletiek 1982
De Europese kampioenschappen indooratletiek 1982 werden van 6 tot en met 7 maart 1982 gehouden in het Palazzo dello Sport in de Italiaanse stad Milaan. Het was de tweede maal dat de kampioenschappen in Italië gehouden werden. Vier jaar eerder, in 1978 vond het evenement in hetzelfde stadion plaats.

## Medailles

### Mannen
| Onderdeel            | Goud                             | Goud     | Zilver                             | Zilver   | Brons                             | Brons    |
| -------------------- | -------------------------------- | -------- | ---------------------------------- | -------- | --------------------------------- | -------- |
| 60 m                 | Marian Woronin Polen             | 6,61     | Valentin Atanasov Bulgarije        | 6,62     | Bernard Petitbois Frankrijk       | 6,66     |
| 200 m                | Erwin Skamrahl West-Duitsland    | 21,20    | István Nagy Hongarije              | 21,41    | Michele Di Pace Italië            | 21,52    |
| 400 m                | Pavel Konovalov Sovjet-Unie      | 47,04    | Sándor Újhelyi Hongarije           | 47,14    | Benjamín González Spanje          | 47,41    |
| 800 m                | Antonio Páez Spanje              | 1.48,02  | Klaus-Peter Nabein West-Duitsland  | 1.48,31  | Colomán Trabado Spanje            | 1.48,35  |
| 1500 m               | José Luis González Spanje        | 3.38,70  | José Manuel Abascal Spanje         | 3.38,91  | Antti Loikkanen Finland           | 3.39,62  |
| 3000 m               | Patriz Ilg West-Duitsland        | 7.53,50  | Alberto Cova Italië                | 7.54,12  | Valeri Abramov Sovjet-Unie        | 7.54,46  |
| 60 m horden          | Aleksandr Poetsjkov Sovjet-Unie  | 7,73     | Plamen Krastev Bulgarije           | 7,74     | Karl-Werner Dönges West-Duitsland | 7,80     |
| 5000 m snelwandelen  | Maurizio Damilano Italië         | 19.40,28 | Carlo Mattioli Italië              | 20.06,91 | Martin Toporek Oostenrijk         | 20.19,47 |
| Verspringen          | Henry Lauterbach Oost-Duitsland  | 7,86     | Rolf Bernhard Zwitserland          | 7,83     | Giovanni Evangelisti Italië       | 7,83     |
| Hink-stap-springen   | Béla Bakosi Hongarije            | 17,13    | Gennadi Valjoekevitsj Sovjet-Unie  | 16,87    | Mykola Moesiënko Sovjet-Unie      | 16,82    |
| Hoogspringen         | Dietmar Mögenburg West-Duitsland | 2,34     | Janusz Trzepizur Polen             | 2,32     | Roland Dalhäuser Zwitserland      | 2,32     |
| Polsstokhoogspringen | Viktor Spasov Sovjet-Unie        | 5,70     | Konstantin Volkov Sovjet-Unie      | 5,65     | Władysław Kozakiewicz Polen       | 5,60     |
| Kogelstoten          | Vladimir Milić Joegoslavië       | 20,45    | Remigius Machura Tsjecho-Slowakije | 20,07    | Jovan Lazarević Joegoslavië       | 19,65    |

### Vrouwen
| Onderdeel    | Goud                                    | Goud    | Zilver                                | Zilver  | Brons                            | Brons   |
| ------------ | --------------------------------------- | ------- | ------------------------------------- | ------- | -------------------------------- | ------- |
| 60 m         | Marlies Göhr Oost-Duitsland             | 7,11    | Sofka Popova Bulgarije                | 7,19    | Wendy Hoyte Verenigd Koninkrijk  | 7,27    |
| 200 m        | Gesine Walther Oost-Duitsland           | 22,80   | Jelena Keltsjevskaja Sovjet-Unie      | 23,35   | Heidi-Elke Gaugel West-Duitsland | 23,39   |
| 400 m        | Jarmila Kratochvílová Tsjecho-Slowakije | 49,59   | Dagmar Neubauer Oost-Duitsland        | 51,18   | Gaby Bußmann West-Duitsland      | 51,57   |
| 800 m        | Doina Melinte Roemenië                  | 2.00,39 | Martina Kämpfert-Steuk Oost-Duitsland | 2.01,07 | Jolanta Januchta Polen           | 2.01,24 |
| 1500 m       | Gabriella Dorio Italië                  | 4.04,01 | Brigitte Kraus West-Duitsland         | 4.04,22 | Beate Liebich Oost-Duitsland     | 4.06,70 |
| 3000 m       | Agnese Possamai Italië                  | 8.53,77 | Maricica Puică Roemenië               | 8.54,26 | Paula Fudge Verenigd Koninkrijk  | 8.56,96 |
| 60 m horden  | Kerstin Knabe Oost-Duitsland            | 7,98    | Bettine Jahn Oost-Duitsland           | 8,00    | Yordanka Donkova Bulgarije       | 8,09    |
| Verspringen  | Sabine Everts West-Duitsland            | 6,70    | Karin Hänel West-Duitsland            | 6,54    | Valy Ionescu Roemenië            | 6,52    |
| Hoogspringen | Ulrike Meyfarth West-Duitsland          | 1,99    | Andrea Bienias Oost-Duitsland         | 1,99    | Katalin Sterk Hongarije          | 1,99    |
| Kogelstoten  | Verzhiniya Veselinova Bulgarije         | 20,19   | Helena Fibingerová Tsjecho-Slowakije  | 19,24   | Natalja Lisovskaja Sovjet-Unie   | 18,50   |

### Medailleklassement
| Plaats | Land                | Goud | Zilver | Brons | Totaal |
| 1      | West-Duitsland      | 5    | 3      | 3     | 11     |
| 2      | Oost-Duitsland      | 4    | 4      | 1     | 9      |
| 3      | Sovjet-Unie         | 3    | 3      | 3     | 9      |
| 4      | Italië              | 3    | 2      | 2     | 7      |
| 5      | Spanje              | 2    | 1      | 2     | 5      |
| 6      | Bulgarije           | 1    | 3      | 1     | 5      |
| 7      | Hongarije           | 1    | 2      | 1     | 4      |
| 8      | Tsjecho-Slowakije   | 1    | 2      | 0     | 3      |
| 9      | Polen               | 1    | 1      | 2     | 4      |
| 10     | Roemenië            | 1    | 1      | 1     | 3      |
| 11     | Joegoslavië         | 1    | 0      | 1     | 2      |
| 12     | Zwitserland         | 0    | 1      | 1     | 2      |
| 13     | Verenigd Koninkrijk | 0    | 0      | 2     | 2      |
| 14     | Finland             | 0    | 0      | 1     | 1      |
| 14     | Frankrijk           | 0    | 0      | 1     | 1      |
| 14     | Oostenrijk          | 0    | 0      | 1     | 1      |
| Totaal | Totaal              | 23   | 23     | 23    | 69     |

1970 ·
1971 ·
1972 ·
1973 ·
1974 ·
1975 ·
1976 ·
1977 ·
1978 ·
1979 ·
1980 ·
1981 ·
1982 ·
1983 ·
1984 ·
1985 · 
1986 · 
1987 · 
1988 · 
1989 · 
1990 · 
1992 · 
1994 · 
1996 · 
1998 · 
2000 · 
2002 · 
2005 · 
2007 · 
2009 ·
2011 ·
2013 ·
2015 ·
2017 ·
2019 ·
2021 ·
2023 ·
2025
Belgische medaillewinnaars · Nederlandse medaillewinnaars